# Locked Inside a Dream
Locked Inside a Dream è il terzo album in studio della cantante statunitense Alyssa Milano, pubblicato nel 1991 dalla Pony Canyon.

## Tracce
1. No Secret – 4:25
2. I Want Your Number – 4:50
3. Every Single Kiss – 4:00
4. Closer To You – 4:00
5. Your Lips Don't Lie – 4:56
6. Through It All – 4:50
7. Say A Prayer Tonight – 4:56
8. Locked Inside A Dream – 3:57
9. Count On Me – 4:35
10. New Sensation – 4:15